# Roccagorga
Roccagorga är en ort och kommun i provinsen Latina i regionen Lazio i Italien. Kommunen hade 4 358 invånare (2018).